# Подлесе (Красницький повіт)
Подлесе (пол. Podlesie) — село в Польщі, у гміні Красник Красницького повіту Люблінського воєводства.
Населення — 461 особа (2011).
У 1975-1998 роках село належало до Люблінського воєводства.

## Демографія
Демографічна структура станом на 31 березня 2011 року:
|          | Загалом | Допрацездатний вік | Працездатний вік | Постпрацездатний вік |
| -------- | ------- | ------------------ | ---------------- | -------------------- |
| Чоловіки | 229     | 52                 | 158              | 19                   |
| Жінки    | 232     | 46                 | 135              | 51                   |
| Разом    | 461     | 98                 | 293              | 70                   |